# 堀江晶太 (子役)
堀江 晶太（ほりえ しょうた、1998年7月22日 - ）は、日本の子役である。スマイルモンキー所属。

## 略歴
日本テレビのテレビドラマ枠『ドラマコンプレックス』で放送された『火垂るの墓』でデビューし、これが初のテレビ出演となった。クイズ番組『ロンQ!ハイランド』への出演時には、「押忍!花の四文字応援団」でしまぞう（キャベツ確認中）や、ガッツ博人と共演した。
他にも、映画では、映画『ゼロの焦点』やいくつかのCMにも活躍している。

## 出演作品

### テレビドラマ
- ドラマコンプレックス「火垂るの墓」（2005年11月1日、日本テレビ） - 澤野貞造役
- ドラマコンプレックス「ひめゆり隊と同じ戦火を生きた少女の記録 最後のナイチンゲール」（2006年8月22日、日本テレビ） - 妊婦の息子役
- Lドラ「Cafe吉祥寺で」（2008年、テレビ東京） - 佐久間康太役
- ドラマ8「Q.E.D. 証明終了」（2009年、NHK） - 野辺少年役
- 土曜プレミアム「佐賀のがばいばあちゃん2」（2010年2月20日、フジテレビ） - 光司役
- 連続テレビ小説「つばさ」（2009年、NHK） - 大輝役
- 土曜ワイド劇場「弁護士・森江春策の裁判員法廷2」（2010年8月21日、テレビ朝日）
- 金曜ナイトドラマ「13歳のハローワーク」第1話（2012年1月13日、テレビ朝日） - 1990年の秋葉修介役

### バラエティ
- 未来創造堂 自転車ギアの未来を創った男・島野三兄弟（2007年、日本テレビ） - 島野喜三役
- ロンQ!ハイランド「押忍!花の四文字応援団」（2008年、日本テレビ） - ファイト晶太役
- シルシルミシル オードリー篇（2009年、テレビ朝日）
- わたしが子どもだったころ（2009年12月21日・2010年1月11日、NHK総合）

### CM
- 公共広告機構（現：ACジャパン）（2008年）
- サマーランド「紀元前家族編」（2008年）
- GReeeeN（2008年）
- マクドナルド「ハッピーセット」（2009年）
- 興和「新コルゲンうがい薬」（2009年）
- カルピスソーダ「拳法部編」（2010年）